# Diplulmaris malayensis
Diplulmaris malayensis är en manetart som beskrevs av Stiasny 1935. Diplulmaris malayensis ingår i släktet Diplulmaris och familjen Ulmaridae. Inga underarter finns listade i Catalogue of Life.